# Dòlman

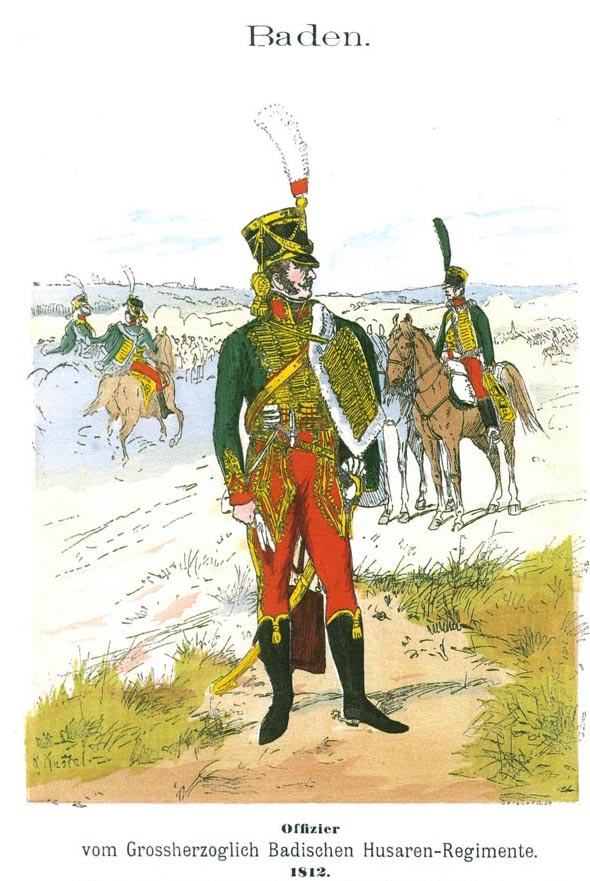
Hússar de Baden (1812) amb dòlman, la pellissa a l'espatlla

El dòlman és una jaqueta curta rematada a la cintura, ajustada al cos, amb coll dret, molt ornamentada amb nus hongarès, sobretot al pit i vora els punys. Fou una de les peces més característiques i emblemàtiques de l'uniforme d'hússar.
El nom d'aquesta peça en hongarès, dolamány (pronunciat, aproximadament, dólamany), ha passat pràcticament a totes les llengües, més o menys adaptat, amb el mateix significat: així l'esp. dolmán, fr. dolman, it. dolman, port. dólman (dólmã al Brasil), rom. dolman, ang. dolman, al. Dolman, rus doloman (доломан), etc., etc.
Per damunt del dòlman es duia la pellissa, un abric curt de disseny similar, però folrat de pell i amb pell pel frontal (a les vores i a l'extrem dels punys). Quan no calia posar-se-la, la pellissa es duia penjada a l'espatlla esquerra i sostinguda del coll per un cordó, amb què restaven exposats dòlman i pellissa en tota llur esplendor.

## Història

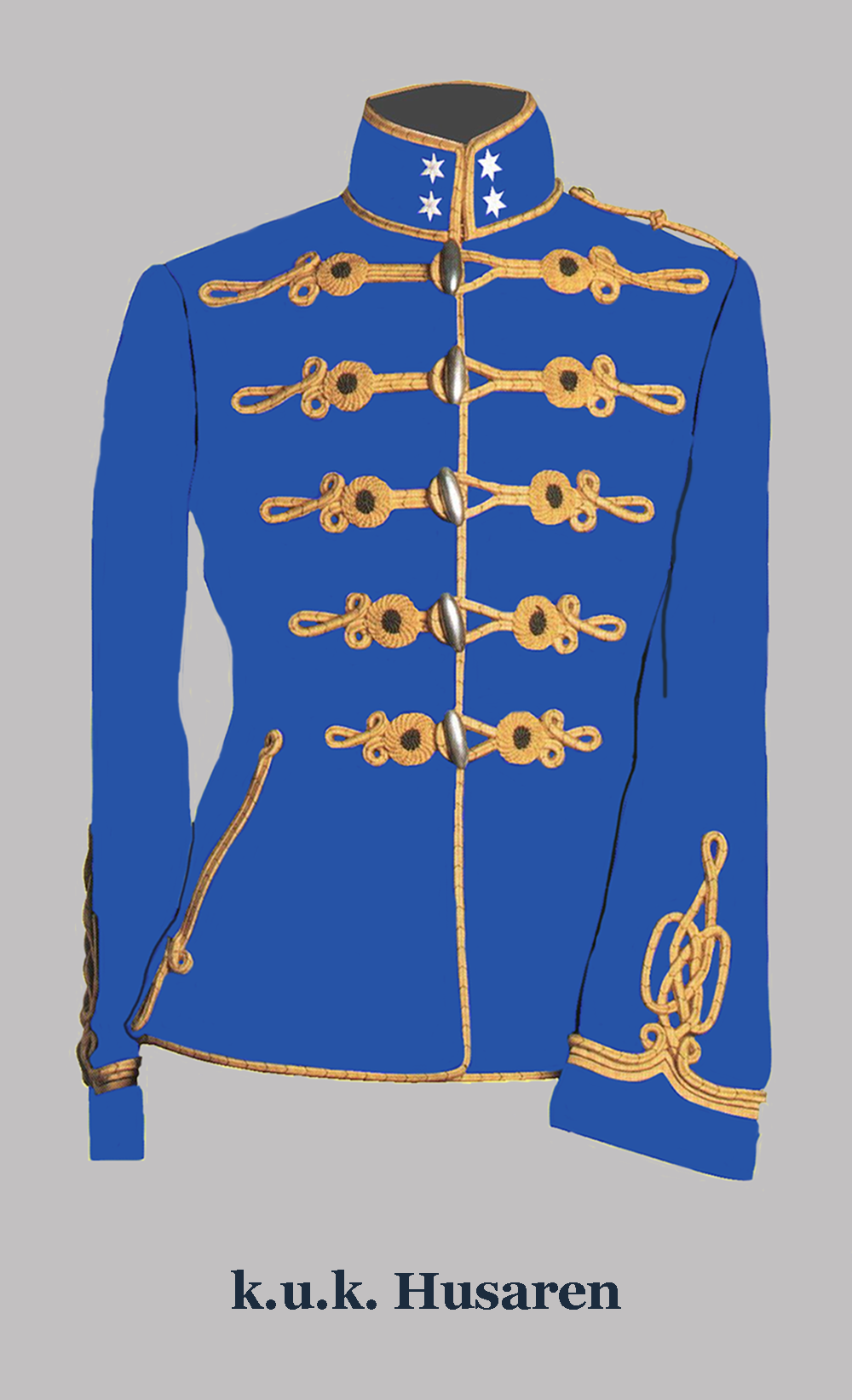
Attila d'hússar austrohongarès (vers 1900)

Originàriament el dòlman, més senzill, era la forma de jaqueta pròpia d'Hongria, i era per aquest motiu que la usaven els hússars. El disseny definitiu del dòlman, reelaboració força sofisticada de la peça popular, fou establert a inicis del segle xviii, en estandarditzar-se l'uniforme d'hússar
A mitjan segle xix el dòlman fou substituït per l'attila (mot hongarès, pronunciat, aproximadament, àttila), adaptació del dòlman al format de guerrera.
Símbol d'elegància, el dòlman fou imitat per altres cossos, sobretot per l'oficialitat. A mitjan segle xix fins i tot fou adaptat com a article de moda femenina, sota el mateix nom.
En la segona meitat del segle xix, la guerrera de l'oficialitat de diversos exèrcits imità el dòlman, és a dir, prengué forma d'attila; generalment es tractava d'una guerrera-pellissa de color blau marí (o altre to pujat de blau), amb alamares i pell en negre; emperò, sovint conservava la denominació de dòlman. Fou el cas, per exemple, de l'oficialitat de l'exèrcit francès entre 1883 i 1893. A l'exèrcit espanyol aquesta mena de guerrera es denominava pelliza ('pellissa'), i fou d'ús optatiu fins als volts de 1936. Als EUA, encara avui es percep la influència del dòlman en les guerreres de certs uniformes de gala de l'oficialitat de l'exèrcit i dels cadets de West Point. La influència del dòlman és encara més potent al món lusòfon, on el nom de la peça ha arribat a ésser una de les designacions genèriques de la 'guerrera'; a l'exèrcit portuguès, encara avui la guerrera de gala de l'oficialitat (dólman) té una versió optativa ornada d'alamares i de pell, com una mena de barreja d'attila i pellissa.

## El dòlman turc
En català també s'anomena dòlman un abric llarg amb mànigues propi de la indumentària turca tradicional. De fet, el nom turc d'aquesta peça, dolaman, fou l'origen del mot hongarès dolamány que designa el dòlman popular hongarès i la seva derivació d'hússar.